# Sachin Gupta
Sachin Gupta (nacido el 12 de agosto de 1981 en Nueva Delhi) es un director música, compositor, guitarrista, productor  y cantante indio. Su obra abarcó todo, realizó una serie de conciertos con su banda anterior llamada Mrigya. Compuso además temas musicales para discos de música pop indie, esto dirigidos para artistas como Atif Aslam, Alisha Chinoy, Jal, Ahmed Jahanzeb, Apache Indian y Mika, entre otros. Ha sido entrevistado por diferentes medios de comunicación internacionales como el 'Flying Melodies Finger. Su música, como él dice, está inspirada en casos de la vida real, mientras que su forma de tocar la guitarra, ha sido influenciado por Yngwie Malmsteen.

## Biografía
Sachin Gupta nació en el seno de una familia de médicos y ha estudiado ciencia a nivel escolar. Fue representante de Frank Anthony, cuando pasó un par de años cursando en la Escuela Apeejay en Nueva Delhi. Después de haber conseguido su título profesional en el IIT-Delhi, en la carrera de Ingeniería Mecánica, Sachin decidió estudiar física en el Sri Venkateswara College, una Universidad de Delhi. Luego se trasladó a estudiar a B.Com (Hons), en el Shahid Bhagat Singh College, mientras se dedicaba a la música al mismo tiempo. A la edad de 7 años de edad, fue presentado por su madre, como uno de los guistarristas profesionales desde entonces. Tomó su carrera musical como una vocación de su vida, actuó en más de 600 conciertos en varios países, incluyendo como Dubái, Londres, Singapur, Nueva Zelanda y Australia. También actuó en los principales festivales de música: como el de Jazz Fest, Edinburgh Fest y Scotland Fest. Junto al Vicepresidente de TIPS Films en Londres, en uno de sus espectáculos tuvo éxito, se trasladó a Mumbai en 2005. Una progresión en el Bollywood.

## Filmografía

### Como director musical
| Año                | Película                      | Notas                         |  |
| 2013               | Table No. 21                  |                               |  |
|                    | Mere Dad Ki Maruti            |                               |  |
|                    | Yamla Pagla Deewana 2         | Promo Track- Aidaan Hi Nachna |  |
|                    | Issaq                         | 2 songs                       |  |
| 2012               |                               |                               |  |
| Jo Hum Chahein     |                               |                               |  |
| Damadamm!          | 1 Song With Himesh Reshammiya |                               |  |
| Will you marry me? | 2 songs                       |                               |  |
| 2011               |                               |                               |  |
| Warning            | 5 de agosto de 2011           |                               |  |
|                    | Chalo Dilli                   |                               |  |
| 2010               | Prince                        | full soundtrack(all songs)    |  |
| 2009               | Bolo Raam                     |                               |  |
| 2009               | Jugaad                        | 13 de febrero de 2009         |  |
| 2008               | Dil Kabaddi                   | . Full soundtrack             |  |

| Año  | Película           | Título de la canción         | Co-intérpretes    |
| ---- | ------------------ | ---------------------------- | ----------------- |
| 2013 | Issaq              | Aag Ka Dariya (Unplugged)    |                   |
| 2013 | Issaq              | Bhole Chale                  | Rahul Ram         |
| 2012 | Will you marry me? | Tu ru tu ru tu               | Monali Thakur     |
| 2012 | Damadamm!          | Bhool Jaaun                  | Himesh Reshammiya |
| 2010 | Prince             | Tere Liye (Unplugged)        | Solo              |
| 2009 | Jugaad             | Tension Lene Ka Nahi - Remix | Aditya Jassi      |
| 2008 | Dil Kabaddi        | Ehsaan                       | Jaspreet Singh    |

### Como letrista
| Año  | Película  | Notas                   |
| ---- | --------- | ----------------------- |
| 2011 | Damadamm! | Song titled Bhool Jaaun |